# История десятилетней шведско-московитской войны
«История десятилетней шведско-московитской войны» (швед. Thet svenska i Ryssland tijo åhrs krijgs historie, лат. Historia belli sveco-moscovitici) — произведение шведского писателя Юхана Видекинда, впервые опубликованное в 1671 и 1672 годах (на шведском и латинском языках соответственно). Рассказывает о русско-шведской войне 1610—1617 годов. «История» стала одним из основных источников для шведских исследователей, писавших о русской Смуте.
Связное изложение Видекинд начинает с 1558 года, при этом упоминая и более ранние эпохи. Наиболее подробно он рассказывает о событиях 1608—1617 годов.